# Egeg
Egeg (szlovákul Hokovce) község Szlovákiában, a Nyitrai kerület Lévai járásában.

## Fekvése
Lévától 35 km-re délkeletre, a Selmec és a Csadal patak összefolyásánál fekszik.

## Élővilága

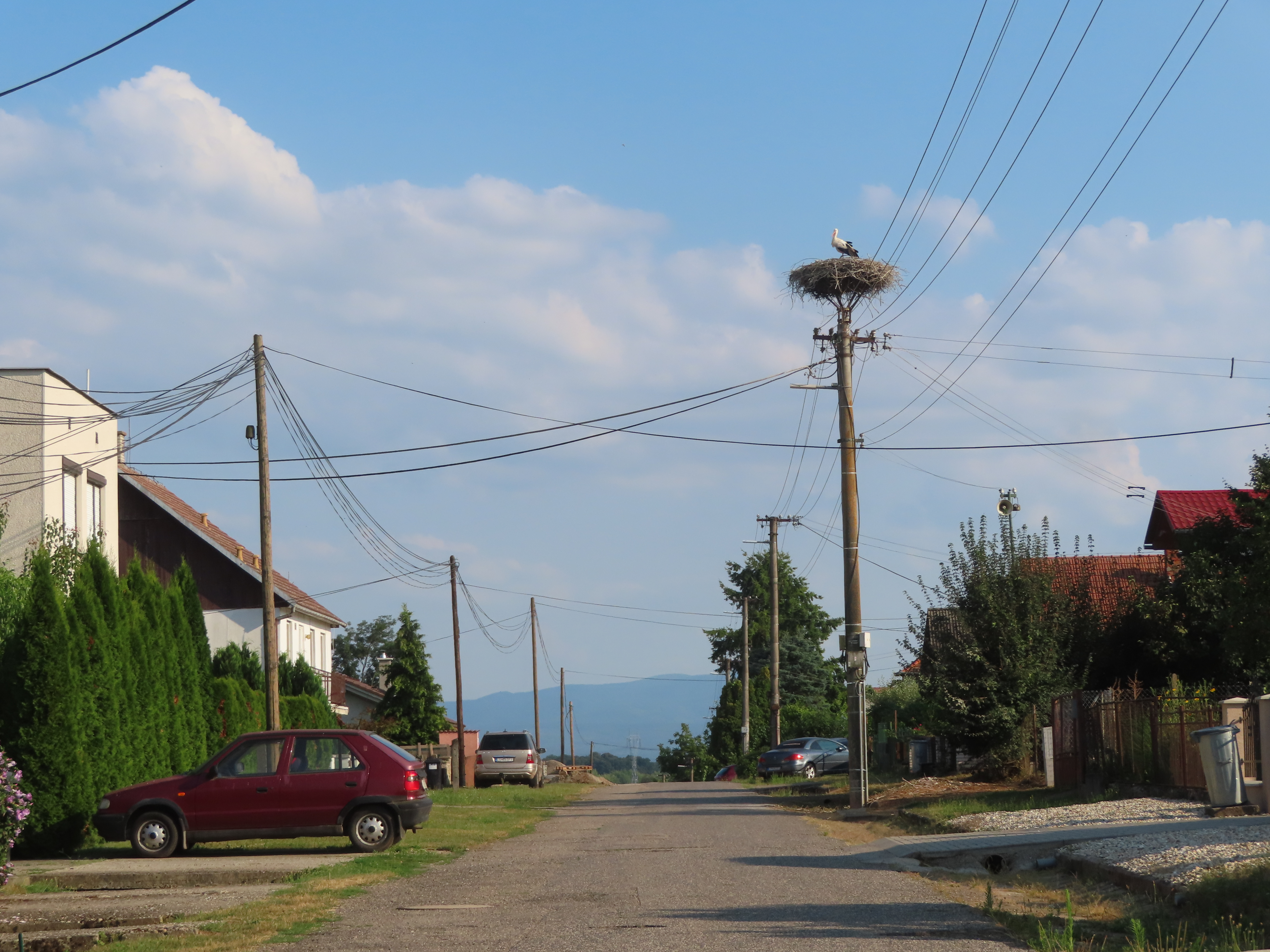

A faluban egy gólyafészket tartanak nyilván Királyfiapusztán. 2023-ban 4 fiókát számoltak össze, 2024-ben 4 fiókaból 1 elpusztult.

## Nevének eredete
A  község nevét Szent Egyeddel hozzák összefüggésbe.

## Története
1245-ben említik először. A település már a középkorban fontos utak találkozásánál feküdt, így vámja és városi rangja is volt. A vámot a 14. század végéig a sági konvent birtokolta. Az 1552-es palásti csata előtt itt vert tábort a Teuffel generális vezette császári és királyi sereg. A falu neve Tinódi Lantos Sebestyén Ördög Mátyás veszedelméről szóló históriájában is olvasható.
Vályi András szerint „EGEK. vagy Egeg. Hokojetz, Hohoncze. Tót falu Hont Vármegyében, földes Ura a’ Besztertze Bányai Káptalanbéli Uraság, lakosai katolikusok, fekszik Hont Pereszlénytöl egy, és 3/4. mértföldnyire, ’s az Esztergomi Fő Megyéhez tartozik, határja bő termékenységű, ’s minden javai lévén, első Osztálybéli.”
Fényes Elek szerint „Egegh, (Hokovicz), Honth vm. magyar falu, ut. p. Ipoly-Sághoz 1 1/2 mfd. 381 kath., 5 evang. lak. Kath. paroch. templom. Van jó rétje, földje, szőlőhegye, tölgyes erdeje, és egy savanyuvizforrása. F. u. a beszterczei káptalan.”
A trianoni békeszerződésig Hont vármegye Ipolysági járásához tartozott.
A két világháború közt nem volt szlovák lakossága, 1938-től 1945-ig Bars és Hont k.e.e. vármegye részeként ismét  magyar fennhatóság alá, az új szlovák-magyar határ mellé került. A II. világháború után sok magyar családot kitelepítettek Egegről, helyükbe szlovákokat költöztettek be.
Egeghez tartozik, de egykor önálló településként létezett Királyfiapuszta, melyet 1329-ben említenek először. A Királyfiai család ősi birtoka volt, de a hódoltság időszakában elpusztult. A lakatlan települést a 18. században a Földváry család telepítette be újra, akik nagy kastélyt építettek ide. A kastély később a Coburg, a Zmeskall, majd a Migazzi család tulajdona lett, végül 1944-ig a Horn család tulajdonában állt.

## Népessége
| Év:            | 1994. | 2004.   | 2014.    | 2024.   |
| -------------- | ----- | ------- | -------- | ------- |
| Emberek száma: | 615   | 569     | 509      | 499     |
| Eltérés:       |       | -7,47 % | -10,54 % | -1,96 % |

| Év:            | 2023. | 2024.   |
| -------------- | ----- | ------- |
| Emberek száma: | 487   | 499     |
| Eltérés:       |       | +2,46 % |

1880-ban 513 lakosából 437 magyar és 56 szlovák anyanyelvű volt.
1890-ben 543 lakosából 461 magyar és 78 szlovák anyanyelvű volt.
1900-ban 530 lakosából 454 magyar és 72 szlovák anyanyelvű volt.
1910-ben 597 lakosából 508 magyar, 61 szlovák, 21 német és 6 egyéb anyanyelvű volt.
1921-ben 582 lakosából 487 magyar és 61 csehszlovák volt.
1930-ban 684 lakosából 543 magyar és 138 csehszlovák volt.
1941-ben 677 lakosából 636 magyar és 13 szlovák volt.
1970-ben 731 lakosából 423 magyar és 304 szlovák volt.
1980-ban 638 lakosából 336 magyar és 295 szlovák volt.
1991-ben 612 lakosából 299 magyar és 305 szlovák volt.
2001-ben 595 lakosából 306 szlovák és 277 magyar volt.
2011-ben 534 lakosából 296 szlovák és 220 magyar volt.
2021-ben 505 lakosából 166 (+4) magyar, 291 (+12) szlovák, (+1) cigány, 12 egyéb és 36 ismeretlen nemzetiségű volt.

## Neves személyek
- Itt született 1909-ben Ernest Váňa erdész, eszperantista.
- Itt született 1931-ben Danis Ferenc tanár, helytörténész, a Honti Múzeum igazgatója.
- Gyermekkorában itt élt 2003-ban Gyönyör József jogtörténész, közíró.
- Királyfiapusztán született 1836-ban Illés Nándor, a magyar erdészeti szakirodalom nagy alakja, akinek több úttörő jellegű munkája jelent meg ezen a területen.
- Itt szolgált Palkovich Viktor (1850-1930) katolikus pap, politikus.

## Nevezetességei

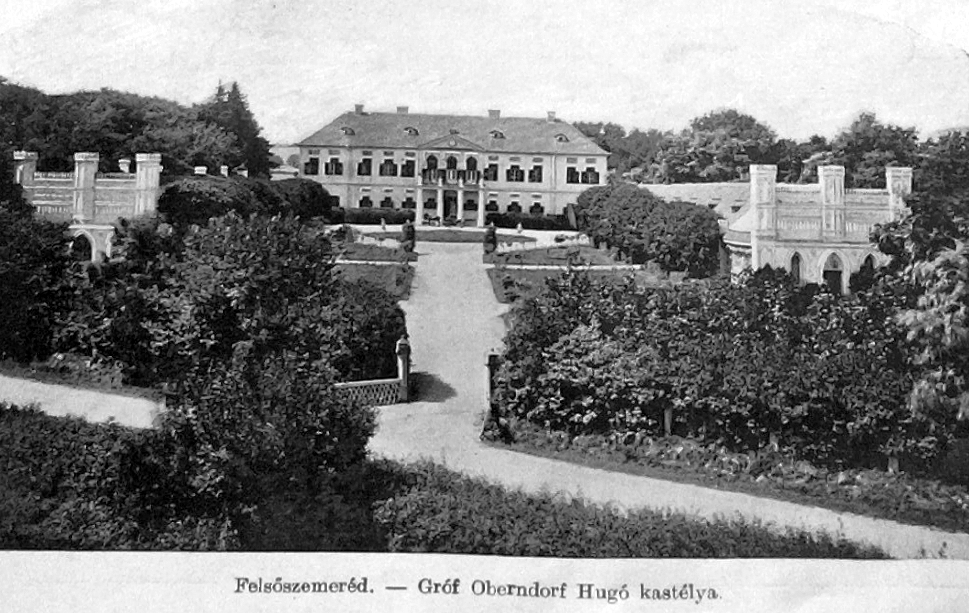
Királyfiapuszta-Egeg, Oberndorf kastély, 1906
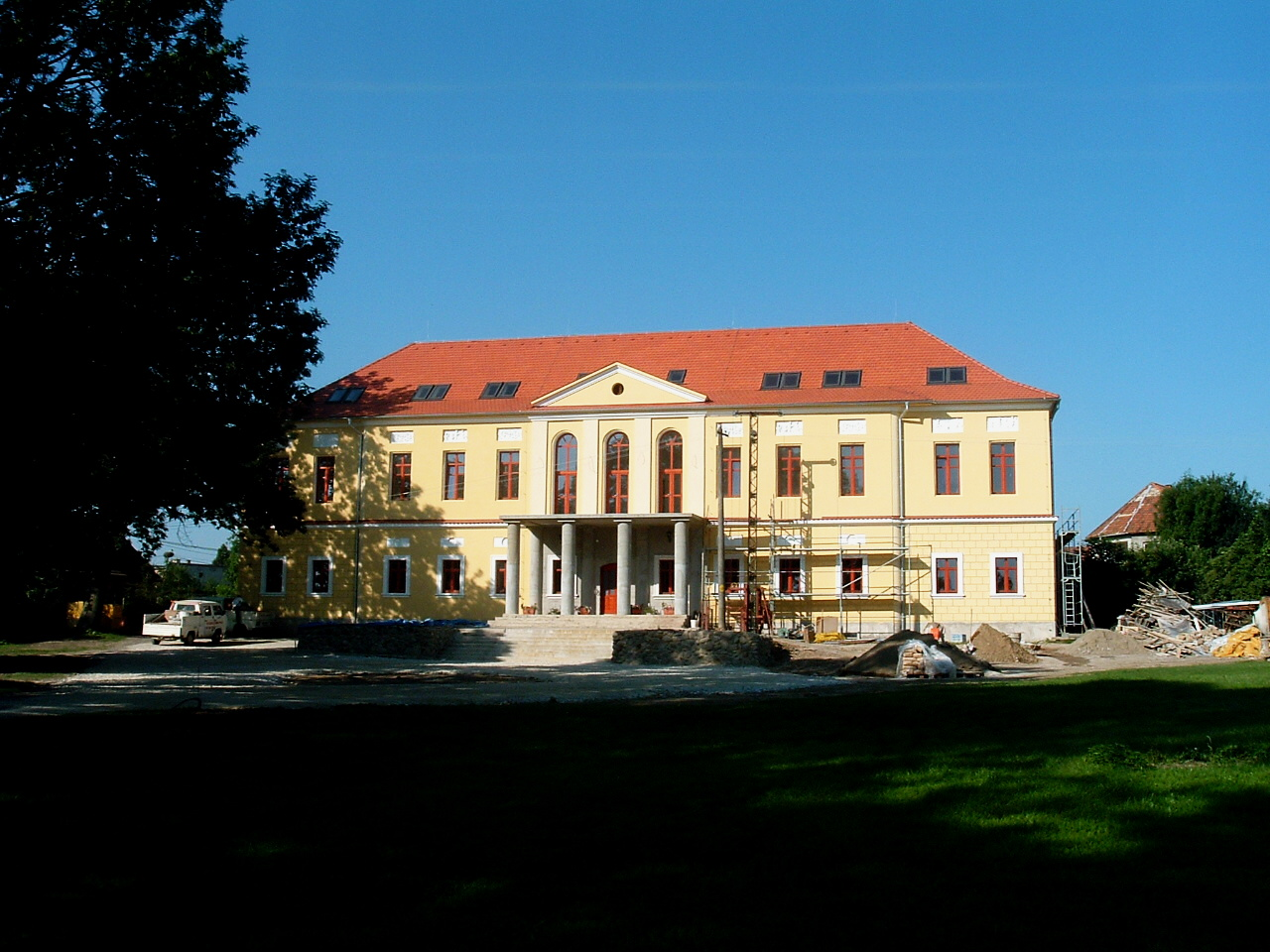
Királyfiapusztai kastély felújítás után, 2010
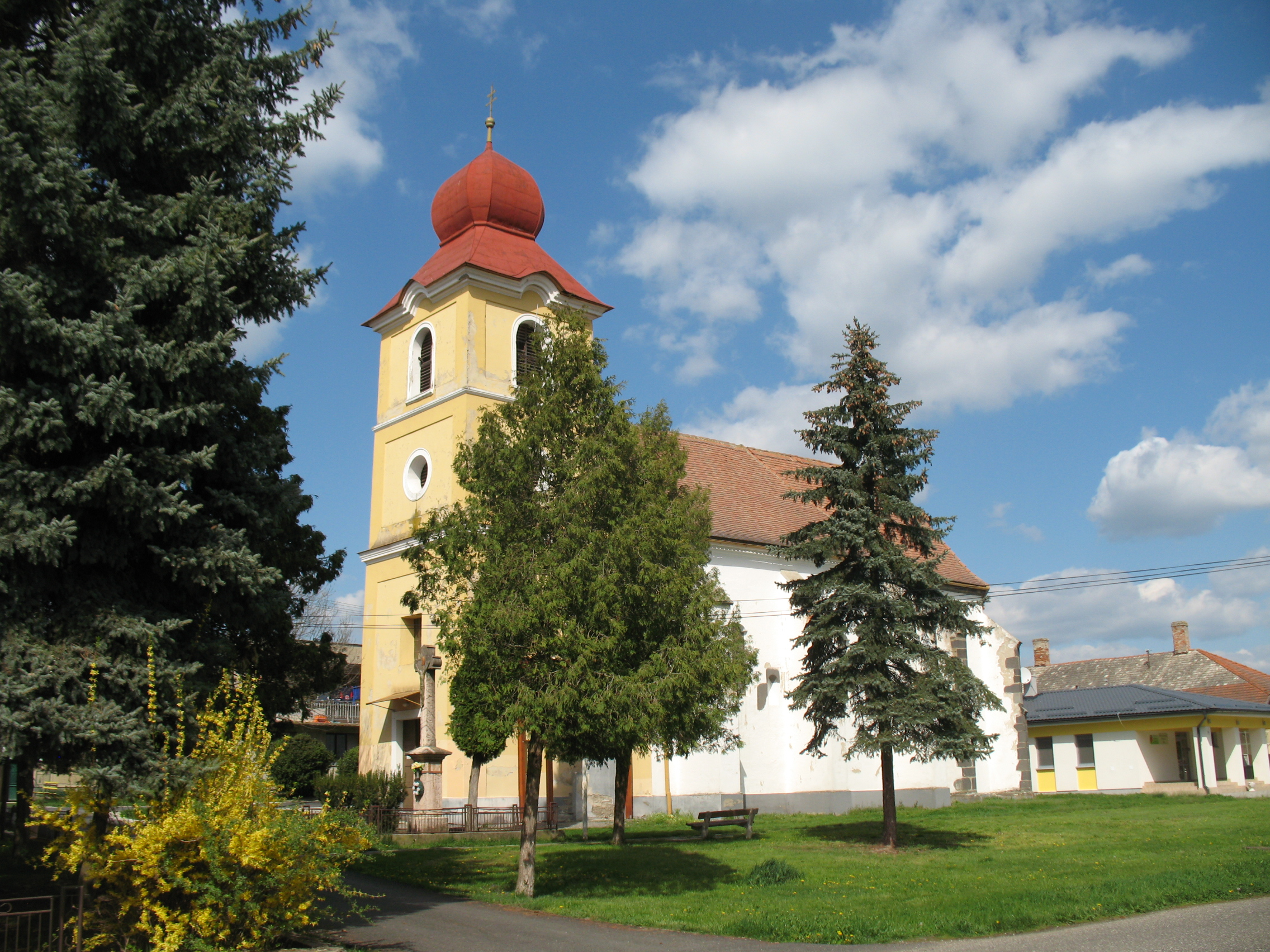
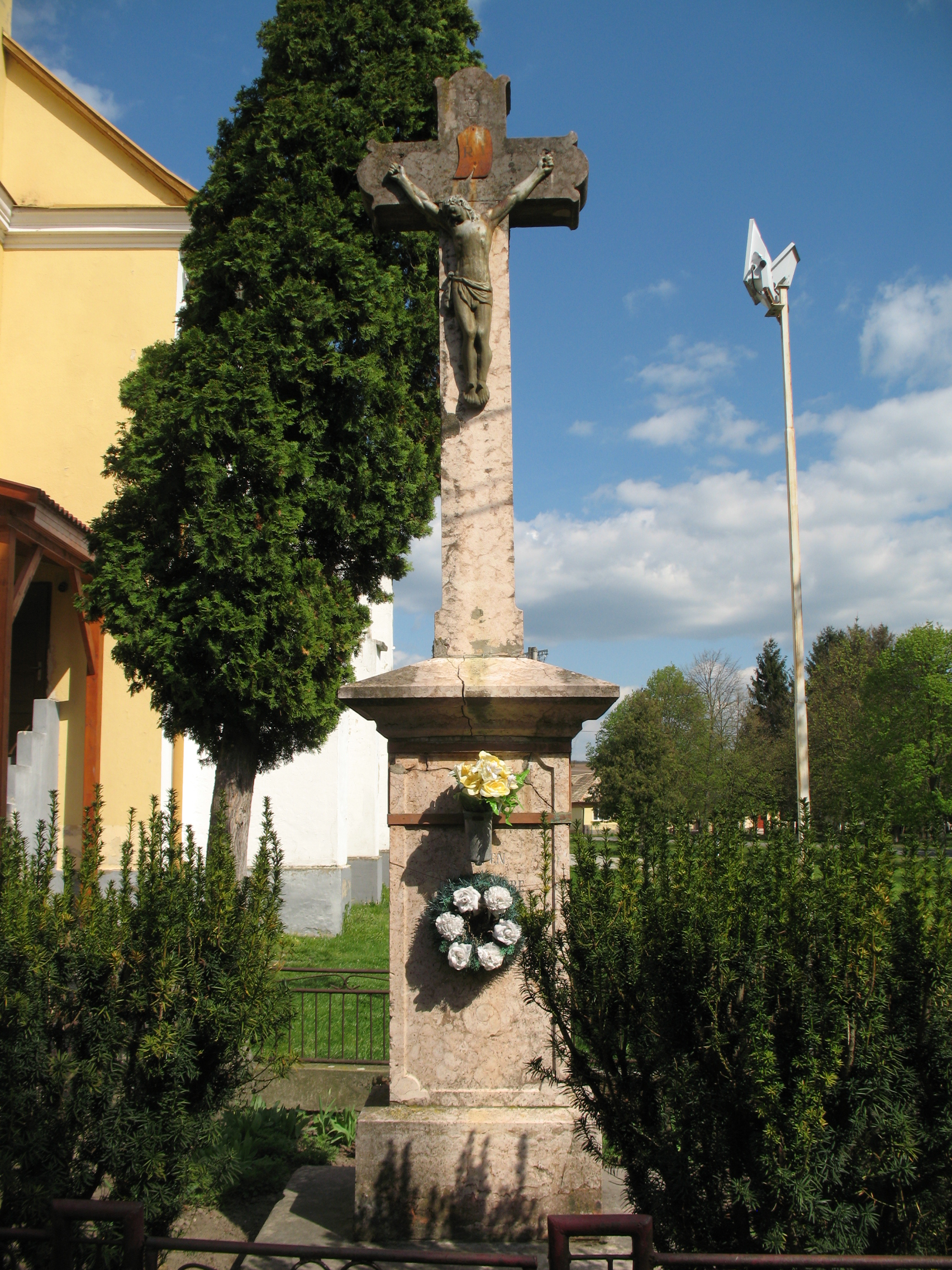
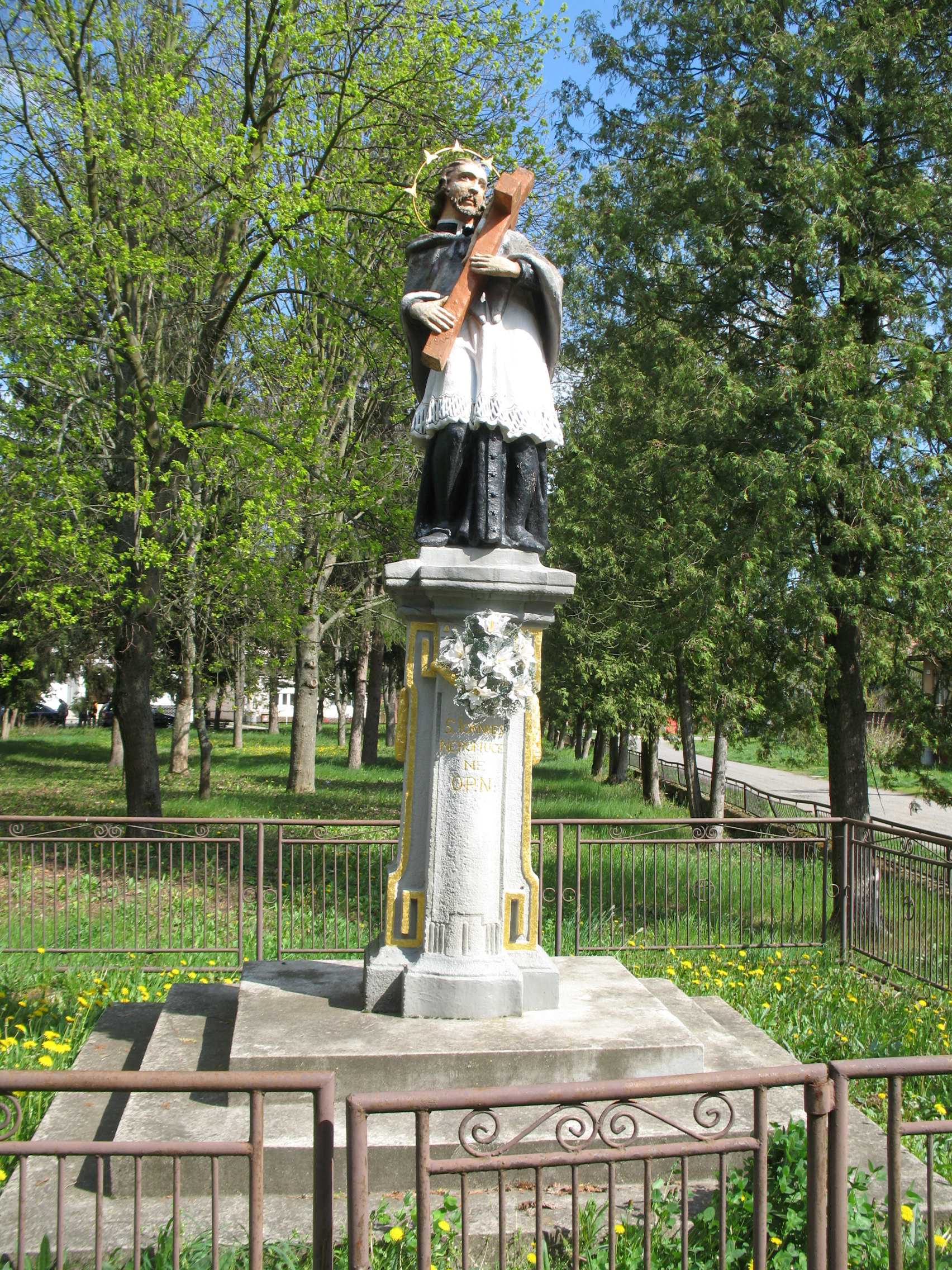
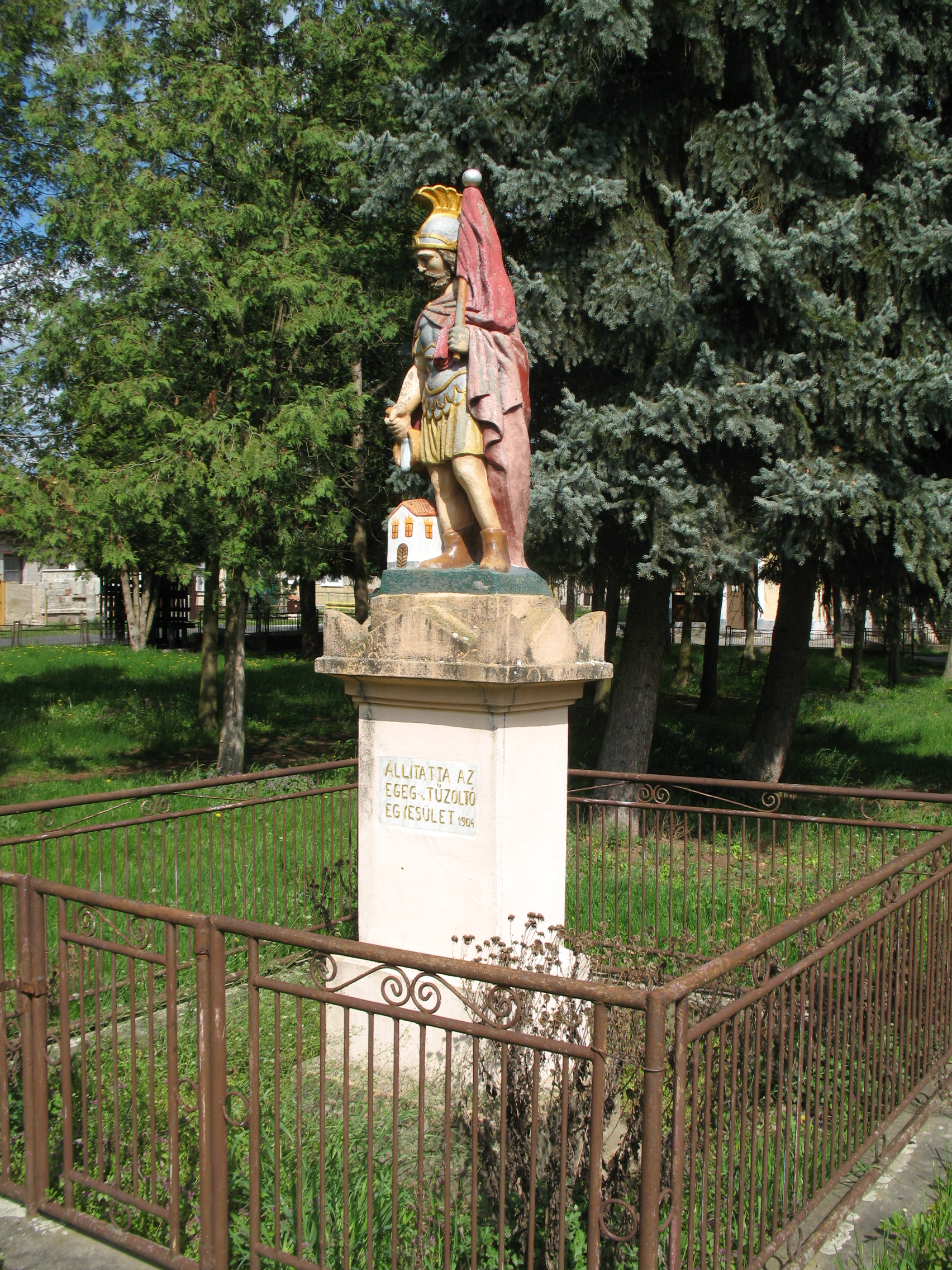

- Szent Péter és Pál apostolok tiszteletére szentelt, római katolikus temploma 1260-ban épült kora gótikus stílusban. A 15. században gótikus stílusban építették át, 1743-ban pedig barokkizálták. A templomban ma is több gótikus részlet látható, ilyenek a szentségtartó fülke, az apszis bordázata és a 15. századi gótikus ülőfülke. A keresztelőkút 16. századi. Tornya 1854-ben készült.
- Az Öreg-hegyen álló Szent Orbán kápolna 1866-ban épült.
- A Nepomuki Szent János szobor 1798-ban készült.
- A királyfiapusztai kastély a 18. században épült, 1763-ban és 1820-ban átépítették. Utóbbi átépítésekor emeletet húztak rá. 2010-ben felújították, a tetőtérben szobákat alakítottak ki.